# マシン・ガン・ケリー
マシン・ガン・ケリー (英: Machine Gun Kelly、MGK、1990年4月22日 - ) は、アメリカ合衆国オハイオ州クリーブランド出身のラッパー、歌手、俳優である。
192cmの長身に端正な顔立ちで知られており、俳優としても活動している。俳優としては本名のコルソン・ベイカー（Colson Baker）名義でクレジットされることもある。

## 略歴

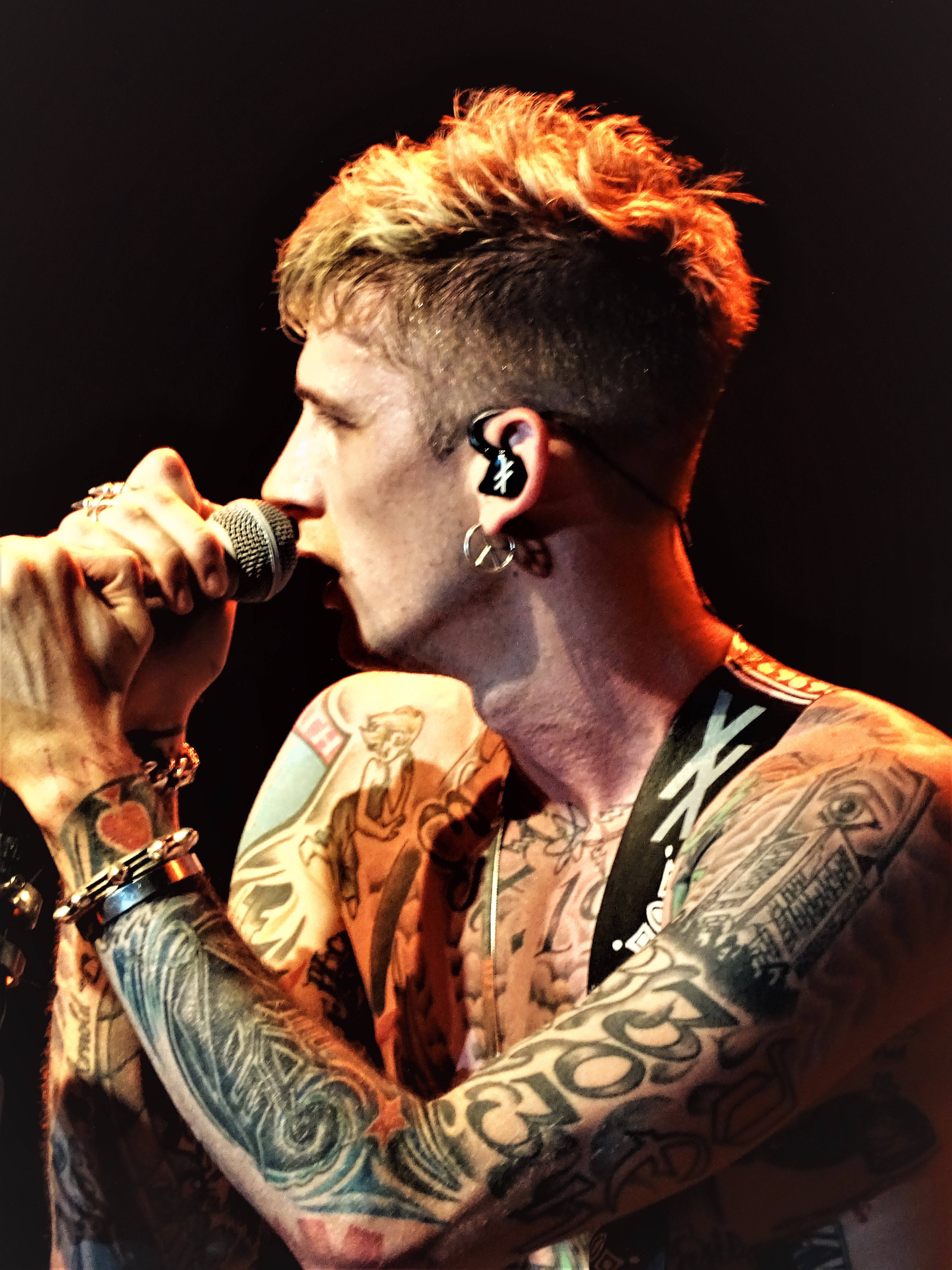
ライブでのマシン・ガン・ケリー（2018年）

2011年8月、老舗メジャー・レーベルのバッド・ボーイ・レコードと契約。
2012年3月20日、初の公式音源となるミニアルバム『Half Naked & Almost Famous』をリリース。全米アルバムチャートにて、初登場46位を記録。
2012年10月9日、デビュー・アルバム『Lace Up』をリリース。全米アルバムチャートにて、初登場4位を記録した。
2015年10月16日、2作目のアルバム『General Admission』をリリースする。2016年、カミラ・カベロをフィーチャーしたシングル「Bad Things」が米Billboard Hot 100で最高4位とヒットする。
2017年5月12日、3作目のアルバム『Bloom』をリリースする。2019年7月5日、4作目のアルバム『Hotel Diablo』をリリースする。同年、モトリー・クルーの伝記映画のザ・ダートにドラマーのトミー・リー役で主演を飾る。
2020年9月25日、メロコアに転向して5作目のアルバム『チケッツ・トゥ・マイ・ダウンフォール』をリリースする。全米Billboard 200で初の1位を獲得した。

## 私生活
芸名は禁酒法時代のギャング、ジョージ・ケリー・バーンズの同名の愛称から採られている。しかし「マシンガン」という名前が銃暴力の美化に繋がっているという一部のファンの批判を受け、2024年3月1日にSNSや音楽配信サービスの名称を略称のmgkに変更した。
故郷クリーブランドや娘のケイシーの名前など、多数のタトゥーを入れていることでも知られている。2024年2月20日に上半身を黒く塗りつぶした新しいタトゥー姿をインスタグラムに投稿し話題となった。

## ディスコグラフィ

### スタジオ・アルバム
- Lace Up (2012年)
- General Admission (2015年)
- Bloom (2017年)
- Hotel Diablo (2019年)
- 『ティケッツ・トゥ・マイ・ダウンフォール』 - Tickets to My Downfall (2020年)
- 『メインストリーム・セルアウト』 - Mainstream Sellout (2022年)